# فرودگاه اروکو
فرودگاه اروکو (به انگلیسی: Orocue Airport) یک فرودگاه همگانی با کد یاتا ORC است . این فرودگاه در کشور کلمبیا قرار دارد .